# إيبي أندروستيرون منزوع الهيدروجين
إيبي أندروستيرون منزوع الهيدروجين (اختصاراً DHEA) هو الهرمون الستيروئيدي العارض الأكثر وفرة في الجسم البشري، ويطلق البعض عليه اسم هرمون السعادة.